# Strongylopus
Strongylopus és un gènere de granotes de la família Ranidae.

## Taxonomia
- Strongylopus bonaespei (Dubois, 1981).
- Strongylopus fasciatus (Smith, 1849).
- Strongylopus grayii (Smith, 1849).
- Strongylopus hymenopus (Boulenger, 1920).
- Strongylopus kitumbeine (Channing & Davenport, 2002).
- Strongylopus merumontanus (Lönnberg, 1910).
- Strongylopus rhodesianus (Hewitt, 1933).
- Strongylopus springbokensis (Channing, 1986).
- Strongylopus wageri (Wager, 1961).